# (43931) Yoshimi
(43931) Yoshimi (1996 PR9) – planetoida z grupy pasa głównego asteroid okrążająca Słońce w ciągu 5,81 lat w średniej odległości 3,23 j.a. Odkryta 9 sierpnia 1996 roku.